# Even Šmu'el
Even Šmu'el (hebrejsky אֶבֶן שְׁמוּאֵל, doslova „Šmu'elův kámen“, v oficiálním přepisu do angličtiny Even Shemu'el, přepisováno též Even Shmu'el) je vesnice typu společná osada (jišuv kehilati) v Izraeli, v Jižním distriktu, v Oblastní radě Šafir.

## Geografie
Leží v nadmořské výšce 157 metrů v pahorkatině Šefela, nedaleko od severního okraje pouště Negev.
Obec se nachází 22 kilometrů od břehu Středozemního moře, cca 55 kilometrů jižně od centra Tel Avivu, cca 50 kilometrů jihozápadně od historického jádra Jeruzalému a 4 kilometry jižně od města Kirjat Gat. Even Šmu'el obývají Židé, přičemž osídlení v tomto regionu je etnicky převážně židovské.
Even Šmu'el je na dopravní síť napojen pomocí lokální silnice číslo 3403, která západně od vesnice ústí do dálnice číslo 40. Východně od vesnice vede železniční trať z Tel Avivu do Beerševy, nemá zde ale stanici.

## Dějiny
Even Šmu'el byl založen v roce 1956. Vznikl jako součást jednotně řešeného regionálního osidlovacího programu Chevel Lachiš. Pracovní název osady zněl Uman (אומן). Současné jméno obce připomíná Samuela Bronfmana, židovského filantropa z Kanady. Většina obyvatel za prací dojíždí, mnoho z nich pracuje ve školství. Plánuje se stavební expanze obce (282 nových bytových jednotek). Funguje tu náboženská základní škola, zdravotní středisko, obchod a sportovní areály.

## Demografie
Podle údajů z roku 2014 tvořili naprostou většinu obyvatel v Even Šmu'el Židé (včetně statistické kategorie "ostatní", která zahrnuje nearabské obyvatele židovského původu ale bez formální příslušnosti k židovskému náboženství).
Jde o menší obec vesnického typu s dlouhodobě výrazně rostoucí populací. K 31. prosinci 2014 zde žilo 1455 lidí. Během roku 2014 populace stoupla o 7,8 %.
| Rok            | 1961 | 1972 | 1983 | 1995 | 2001 | 2003 | 2004 | 2005 | 2006 | 2007 | 2008 | 2009 | 2010 | 2011 | 2012 | 2013 | 2014 |
| -------------- | ---- | ---- | ---- | ---- | ---- | ---- | ---- | ---- | ---- | ---- | ---- | ---- | ---- | ---- | ---- | ---- | ---- |
| Počet obyvatel | 104  | 269  | 430  | 533  | 499  | 512  | 516  | 549  | 565  | 553  | 561  | 776  | 847  | 977  | 1250 | 1350 | 1455 |